# Overmountain Victory National Historic Trail
Der Overmountain Victory National Historic Trail ist eine historische Route in den US-Bundesstaaten Virginia, Tennessee, North Carolina und South Carolina. Der Trail folgt der Route, auf der 1780 im Amerikanischen Unabhängigkeitskrieg als Overmountain Men bezeichnete Pioniere, die im Westen der Appalachen, also jenseits der Berge, lebten, als patriotische Milizen auf das Schlachtfeld bei Kings Mountain im heutigen Kings Mountain National Military Park marschierten.
Die Route wurde 1980 in das National Trails System aufgenommen, in dem Wege von besonderer nationaler Bedeutung, Schönheit oder Geschichte durch den Bund ausgebaut, erhalten und geschützt werden. Das Wegenetz des Trails ist etwa 530 Kilometer lang, inklusive einer etwa über 110 Kilometer langen Nebenroute, die von Elkin kommend bei Morganton in die Hauptroute mündet. Es besteht aus zwei Typen: Einem Fernwanderweg, der noch im Aufbau begriffen ist, und einer Gedenkroute für motorisierte Fahrzeuge (Commemorative Motor Route), die überwiegend auf Bundes- und Staatsstraßen verläuft und auf einigen Streckenabschnitten der historischen Route der Overmountain Men folgt.
Nur etwas über 90 Kilometer Wanderwege sind bisher offiziell für die Nutzung durch die Öffentlichkeit ausgebaut, der weitere Ausbau wird vorangetrieben. Die vorhandenen Abschnitte sind durch Vereinbarungen mit den Landbesitzern zustande gekommen und haben oft auch mehrfache Bezeichnungen. Die offiziellen Strecken werden durch Schilder mit dem Logo des Trails, der Silhouette eines Overmountain Man auf einem braun-weißen Dreieck oder einer weißen dreieckigen Flamme, gekennzeichnet.
Der Overmountain Victory National Historic Trail ist durch gemeinsame Anstrengungen des National Park Service, des U.S. Forest Service, des U.S. Army Corps of Engineers, der Overmountain Victory Trail Association, lokalen Behörden, Anwohnern, den örtlichen Geschichtsvereinen und der Staaten Virginia, Tennessee, North Carolina und South Carolina entstanden.

## Verlauf
Der Trail folgt der historischen Route von Abingdon in Virginia ins heutige Tennessee und über den Watauga River nach Sycamore Shoals im heutigen Elisabethton. Von dort verläuft er entlang des Doe Rivers hinauf in die Berge und zum Roan Mountain, und nach dem steilen Anstieg über den Grat der Great Smoky Mountains in Tennessee und North Carolina zum Kings Mountain in South Carolina. Das dortige Schlachtfeld ist als Kings Mountain National Military Park ausgewiesen.

## Geschichte
In Erwartung des 200. Jahrestags der Unabhängigkeitserklärung 1776 und des 200. Jahrestags der Schlacht von Kings Mountain haben sich viele Bürger der an der ursprünglichen Route anliegenden fünf Staaten an die Route erinnert und wanderten die Sektionen der Wanderwege und Highways in den Appalachen, die zu der historischen Strecke von 1780 gehören, entlang zu dem Schlachtfeld bei Kings Mountain. Wanderer, militärgeschichtlich Interessierte und Pfadfinder folgten dieser berühmten Strecke vielfach, und die Pfadfinder aus Elisabethton waren es auch, die 1975 als erste den gesamten Marsch der Overmountain Men von Elisabethton nach Kings Mountain wiederholten und dort von Vizepräsident Nelson Rockefeller mit einer Zeremonie auf dem Schlachtfeld, dem heutigen Kings Mountain National Military Park, nahe Blacksburg begrüßt wurden.
Viele der Wanderer und Anwohner ersuchten später um die staatliche Anerkennung der Route als National Historic Trail, analog zur Marschroute der patriotischen Minutemen in der Schlacht von Lexington und Concord während der Amerikanischen Revolution. Die Unterstützer dieser Initiative arbeiteten mit den Repräsentanten anderer amerikanischer Wegstrecken zusammen, um das heute als National Trails System bekannte Wegenetz zu schaffen und legten später dem Kongress der Vereinigten Staaten eine Petition zur Anerkennung des Trails vor. Der Overmountain Victory National Historic Trail wurde im September 1980 zum National Historic Trail erklärt und etwas später durch Präsident Jimmy Carter – in Anerkenntnis der historischen Bedeutung des Marsches der Grenzbewohner über die Appalachen um die Briten in der Schlacht von Kings Mountain – per Bundesgesetz zum Overmountain Victory National Historic Trail erklärt. Der erste historische Fernweg im Osten der Vereinigten Staaten wurde damit genau 200 Jahre nach dem Ereignis, an das er erinnert, eingerichtet.